# OK Not To Be OK
"OK Not To Be OK" é uma canção dos artistas musicais estadunidense Marshmello e Demi Lovato. Foi lançada em 10 de setembro de 2020 pela gravadora Joytime Collective.

## Antecedentes e produção
A canção foi especulada várias vezes por Marshmello através de suas contas nas redes sociais; pouco antes de seu lançamento, em julho de 2020, ele curtiu tweets de fãs confirmando a faixa e também comentou em uma foto de Demi no Instagram "Olá? demi?", antes de mais tarde remover o nome de Lovato da legenda. A imagem mostrava Marshmello ao telefone em uma sala escura com uma lâmpada virada, garrafas de álcool e uma mulher misteriosa ao fundo – críticos atribuíram isso como uma possível referência ao tema da canção; no entanto, a estética foi mais tarde confirmada para ser para o single anterior de Marshmello, "Baggin'". Algumas semanas depois, em 4 de setembro, ambos os artistas anunciaram a colaboração, com Marshmello postando um vídeo dele percorrendo sua linha do tempo do Twitter, lendo tweets de fãs brincando ameaçando brindar a ele a menos que ele libere a música. Lovato repostou o tweet, com um link para um site inspirado nos anos 90, que incluiu a data de lançamento e um quiz de humor interativo, um jogo do campo minado e uma playlist de música. A música não é a única gravação entre os dois; em 2017, uma faixa intitulada "Love Don't Let Me Go" foi registrada na ASCAP, creditando Marshmello e Lovato, mas ainda não foi lançada.

## Videoclipe
Em agosto de 2020, Marshmello e Lovato foram vistos no set de um videoclipe. O vídeo foi dirigido por Hannah Lux Davis, que dirigiu muitos dos vídeos musicais anteriores de Lovato e Marshmello.